# Serrat dels Moros (Castellcir)

El Serrat dels Moros, respecte del terme de Castellcir

El Serrat dels Moros és una muntanya de 790,8 metres d'altitud del terme municipal de Castellcir, a la comarca del Moianès.
Està situat a l'extrem nord-oest del terme, al mig dels Plans de la Tuta, a llevant i nord-est de la Quintana de la Tuta. És a la dreta del Sot del Sastre poc abans que aquest torrent es converteixi en el torrent de la Mare de Déu. És a ponent de la Font de l'Arrel i del capdamunt de la Vall de Llàgrimes, a davant i a l'oest de l'extrem meridional del Serrat de la Barraca.